# 普卡拉
普卡拉（英語：Pukara）是在前哥倫布時期安地斯中部地區的美洲原住民建造的一種防禦性山頂遺址或堡壘，範圍從現今的厄瓜多一直延伸到智利中部和阿根廷的西北部。這些遺址部分曾在衝突加劇的時期充當臨時的防禦性避難所，而其他遺址則顯示有長期居住的跡象。

## 名稱
詞源可能來自艾馬拉語或克丘亞語，意為「堡壘」。